# Communauté de communes du Pays de Lalbenque-Limogne
La communauté de communes du Pays de Lalbenque-Limogne est une communauté de communes française, située dans le département du Lot et la région Occitanie.

## Historique
Issue du SIVOM du canton de Lalbenque, la communauté de communes du Pays de Lalbenque fut créée en 1998, sous l'égide de Raymond Lacan (maire de Belfort du Quercy et conseiller général) et qui a occupé le poste de président de 1996 à 2001. Au début, les communes adhérentes sont les communes du canton de Lalbenque (Aujols, Bach, Belmont-Sainte-Foi, Belfort-du-Quercy, Cieurac, Cremps, Flaujac-Poujols, Fontanes, Escamps, Laburgade, Lalbenque, Montdoumerc, Vaylats).
- En 2001, Jacques Pouget (maire de Lalbenque) devient président, départ de Fontanes pour la communauté de communes de Cahors, arrivée de 4 communes du canton de Limogne-en-Quercy (Concots, Lugagnac, Saillac, Varaire).
- En 2008, Jacques Pouget est réélu président de l'institution.
- En 2009, départ de Cieurac pour la communauté des communes de Cahors
- Le 1er janvier 2014, la communauté des communes du Pays de Lalbenque accueille des communes issue de la dissolution de la communauté de communes Lot-Célé (Beauregard, Berganty, Cénevières, Crégols, Esclauzels, Limogne-en-Quercy, Saint-Martin-Labouval, Vidaillac)
- Le 30 mars 2015, l'intercommunalité change de nom et adopte celui de « Pays de Lalbenque-Limogne » pour associer plus fortement les communes du causse de Limogne.

## Territoire communautaire

### Composition
La communauté de communes est composée des 23 communes suivantes :

| Nom                   | Code Insee | Gentilé            | Superficie (km2) | Population (dernière pop. légale) | Densité (hab./km2) |
| --------------------- | ---------- | ------------------ | ---------------- | --------------------------------- | ------------------ |
| Lalbenque (siège)     | 46148      | Lalbenquois        | 52,24            | 1 878 (2022)                      | 36                 |
| Aujols                | 46010      | Aujolais           | 16,43            | 376 (2022)                        | 23                 |
| Bach                  | 46013      | Bachois            | 21,02            | 207 (2022)                        | 9,8                |
| Beauregard            | 46020      | Beauregardais      | 15,3             | 228 (2022)                        | 15                 |
| Belfort-du-Quercy     | 46023      | Belfortois         | 36,19            | 508 (2022)                        | 14                 |
| Belmont-Sainte-Foi    | 46026      | Belmontois         | 9,01             | 129 (2022)                        | 14                 |
| Berganty              | 46027      | Bergantynois       | 6,98             | 138 (2022)                        | 20                 |
| Cénevières            | 46068      | Ceneviérois        | 15,69            | 179 (2022)                        | 11                 |
| Concots               | 46073      | Concotois          | 26,02            | 409 (2022)                        | 16                 |
| Crégols               | 46081      | Crégolais          | 18,35            | 82 (2022)                         | 4,5                |
| Cremps                | 46082      | Crempsois          | 19,66            | 389 (2022)                        | 20                 |
| Escamps               | 46091      | Escampois          | 12,11            | 209 (2022)                        | 17                 |
| Esclauzels            | 46092      | Esclauzelois       | 17,73            | 218 (2022)                        | 12                 |
| Flaujac-Poujols       | 46105      | Flaujacois         | 12,64            | 805 (2022)                        | 64                 |
| Laburgade             | 46140      | Laburgadois        | 12,57            | 374 (2022)                        | 30                 |
| Limogne-en-Quercy     | 46173      | Limognais          | 32,31            | 842 (2022)                        | 26                 |
| Lugagnac              | 46179      | Lugagnacois        | 15,81            | 134 (2022)                        | 8,5                |
| Montdoumerc           | 46202      | Montdoumerciens    | 13,62            | 570 (2022)                        | 42                 |
| Saillac               | 46247      | Saillacois         | 16,28            | 148 (2022)                        | 9,1                |
| Saint-Martin-Labouval | 46276      | Saint-Martivaliens | 13,49            | 196 (2022)                        | 15                 |
| Varaire               | 46328      | Varairois          | 25,52            | 356 (2022)                        | 14                 |
| Vaylats               | 46329      | Vaylatois          | 26,37            | 327 (2022)                        | 12                 |
| Vidaillac             | 46333      | Vidaillacois       | 9,49             | 184 (2022)                        | 19                 |

### Démographie
| 1968  | 1975  | 1982  | 1990  | 1999  | 2010  | 2015  | 2021  |
| ----- | ----- | ----- | ----- | ----- | ----- | ----- | ----- |
| 5 653 | 5 462 | 5 693 | 5 831 | 6 419 | 7 888 | 8 237 | 8 743 |

## Administration

### Siège
Le siège de la communauté de communes est situé à Lalbenque.

### Les élus
Le conseil communautaire de la communauté de communes se compose de 37 conseillers, représentant chacune des communes membres et élus pour une durée de six ans.
Ils sont répartis comme suit :
| Nombre de conseillers | Communes                                |
| --------------------- | --------------------------------------- |
| 8                     | Lalbenque                               |
| 3                     | Flaujac-Poujols, Limogne-en-Quercy      |
| 2                     | Belfort-du-Quercy, Concots, Montdoumerc |
| 1 (+1 suppléant)      | les 17 autres communes                  |

### Présidence
| Période                                  | Période      | Identité            | Étiquette | Qualité                      |
| ---------------------------------------- | ------------ | ------------------- | --------- | ---------------------------- |
| 1996                                     | 2001         | Raymond Lacan       | PS        | Maire de Belfort-du-Quercy   |
| 2001                                     | juillet 2020 | Jacques Pouget      | PS        | Maire de Lalbenque           |
| juillet 2020                             | En cours     | Jean-Claude Sauvier | PCF       | Maire de Laburgade (2014 → ) |
| Les données manquantes sont à compléter. |              |                     |           |                              |

| Période                                  | Période | Identité           | Étiquette | Qualité                    |
| ---------------------------------------- | ------- | ------------------ | --------- | -------------------------- |
| 1977                                     | 1983    | Pierre Pezet-Sebal | MRG       | Maire de Lalbenque         |
| 1983                                     | 1989    | Léon Enjalbert     | RPR       | Maire de Lalbenque         |
| 1989                                     | 1996    | Raymond Lacan      | PS        | Maire de Belfort-du-Quercy |
| Les données manquantes sont à compléter. |         |                    |           |                            |

### Régime fiscal et budget
Le régime fiscal de la communauté d'agglomération est la fiscalité additionnelle sans fiscalité professionnelle de zone et sans fiscalité professionnelle sur les éoliennes (FA).